# Île Blakeney
Pour les articles homonymes, voir Blakeney.
L'île Blakeney est une île française de l'archipel des Kerguelen située dans le golfe du Morbihan à l'est de l'île Australia.
Un lac d'une superficie de 0,29 km² dont l'altitude dépasse à peine le niveau de la mer occupe le centre de la partie orientale de l'île.